# 庫濟米奇湖
庫濟米奇湖（白俄羅斯語：Кузьмічы）是白俄羅斯的湖泊，位於米亞德利西北13公里，由明斯克州負責管轄，長1.57公里、寬0.67公里，面積0.69平方公里，集水區面積11平方公里，湖岸線長度4.01公里，最大水深3.4米。